# Neuville-sur-Sarthe
Neuville-sur-Sarthe és un municipi francès situat al departament del Sarthe i a la regió de País del Loira. L'any 2007 tenia 2.274 habitants.

## Demografia

### Població
El 2007 la població de fet de Neuville-sur-Sarthe era de 2.274 persones. Hi havia 883 famílies de les quals 184 eren unipersonals (73 homes vivint sols i 111 dones vivint soles), 334 parelles sense fills, 319 parelles amb fills i 46 famílies monoparentals amb fills.
La població ha evolucionat segons el següent gràfic:
Habitants censats

### Habitatges
El 2007 hi havia 999 habitatges, 890 eren l'habitatge principal de la família, 65 eren segones residències i 43 estaven desocupats. 977 eren cases i 12 eren apartaments. Dels 890 habitatges principals, 756 estaven ocupats pels seus propietaris, 129 estaven llogats i ocupats pels llogaters i 6 estaven cedits a títol gratuït; 10 tenien una cambra, 45 en tenien dues, 89 en tenien tres, 216 en tenien quatre i 530 en tenien cinc o més. 758 habitatges disposaven pel capbaix d'una plaça de pàrquing. A 301 habitatges hi havia un automòbil i a 548 n'hi havia dos o més.

### Piràmide de població
La piràmide de població per edats i sexe el 2009 era:
| Homes | Edats   | Dones |
| ----- | ------- | ----- |
| 0     | 95 o +  | 0     |
| 0     | 90 a 94 | 4     |
| 4     | 85 a 89 | 16    |
| 8     | 80 a 84 | 8     |
| 32    | 75 a 79 | 24    |
| 24    | 70 a 74 | 40    |
| 40    | 65 a 69 | 32    |
| 36    | 60 a 64 | 44    |
| 40    | 55 a 59 | 32    |
| 88    | 50 a 54 | 72    |
| 116   | 45 a 49 | 128   |
| 84    | 40 a 44 | 92    |
| 84    | 35 a 39 | 104   |
| 124   | 30 a 34 | 72    |
| 40    | 25 a 29 | 92    |
| 64    | 20 a 24 | 48    |
| 76    | 15 a 19 | 80    |
| 88    | 10 a 14 | 64    |
| 100   | 5 a 9   | 96    |
| 52    | 0 a 4   | 80    |

## Economia
El 2007 la població en edat de treballar era de 1.548 persones, 1.114 eren actives i 434 eren inactives. De les 1.114 persones actives 1.039 estaven ocupades (537 homes i 502 dones) i 76 estaven aturades (35 homes i 41 dones). De les 434 persones inactives 219 estaven jubilades, 136 estaven estudiant i 79 estaven classificades com a «altres inactius».

### Ingressos
El 2009 a Neuville-sur-Sarthe hi havia 916 unitats fiscals que integraven 2.386 persones, la mediana anual d'ingressos fiscals per persona era de 21.049 €.

### Activitats econòmiques
Dels 66  establiments que hi havia el 2007, 2 eren d'empreses alimentàries, 3 d'empreses de fabricació d'altres productes industrials, 19 d'empreses de construcció, 6 d'empreses de comerç i reparació d'automòbils, 1 d'una empresa de transport, 5 d'empreses d'hostatgeria i restauració, 2 d'empreses d'informació i comunicació, 5 d'empreses financeres, 5 d'empreses immobiliàries, 6 d'empreses de serveis, 7 d'entitats de l'administració pública i 5 d'empreses classificades com a «altres activitats de serveis».
Dels 25 establiments de servei als particulars que hi havia el 2009, 1 era un taller de reparació d'automòbils i de material agrícola, 1 autoescola, 2 paletes, 2 guixaires pintors, 6 fusteries, 4 lampisteries, 1 electricista, 3 perruqueries, 2 restaurants, 2 agències immobiliàries i 1 saló de bellesa.
Dels 3 establiments comercials que hi havia el 2009, 1 era una botiga de més de 120 m², 1 una fleca i 1 una carnisseria.
L'any 2000 a Neuville-sur-Sarthe hi havia 27 explotacions agrícoles que ocupaven un total de 1.072 hectàrees.

## Equipaments sanitaris i escolars
L'únic equipament sanitari que hi havia el 2009 era una farmàcia.
El 2009 hi havia una escola elemental.

## Poblacions més properes
El següent diagrama mostra les poblacions més properes.